# Ato Hand
Ato Yero Hand (ur. 30 czerwca 1975) – amerykański judoka. Olimpijczyk z Sydney 2000, gdzie zajął dziewiąte miejsce w wadze półciężkiej.
Uczestnik mistrzostw świata w 1995, 1999 i 2001. Startował w Pucharze Świata w latach 1995 i 1997–2001. Brązowy medalista igrzysk panamerykańskich w 1999. Zdobył cztery medale na mistrzostwach panamerykańskich w latach 1998 – 2001 roku.

## Letnie Igrzyska Olimpijskie 2000
| Konkurencja | Rundy eliminacyjne     | Rundy eliminacyjne        | Rundy eliminacyjne        | Repasaże               | Klas. końcowa |
| Konkurencja | 1/32                   | 1/16                      | 1/4                       | Przeciwnik I           | Miejsce       |
| ----------- | ---------------------- | ------------------------- | ------------------------- | ---------------------- | ------------- |
| 100 kg      | Vadim Sergeyev (KGZ) Z | Franz Birkfellner (AUT) Z | Stéphane Traineau (FRA) P | Jurij Stiopkin (RUS) P | 9.            |